# Баркун, Майкл
Ма́йкл Барку́н (англ. Michael Barkun; род. 8 апреля 1938) — американский религиовед и политолог, почётный профессор «Школы Максвелла по гражданским и общественным связям» (англ. Maxwell School of Citizenship and Public Affairs) Сиракузского университета (англ. Syracuse University). Основное направление деятельности — изучение экстремистских течений и проявлений вражды на религиозной почве.
Является автором большого количества книг по своей области знаний, включая «Религия и ультраправые: Истоки возникновения движения христианской идентичности» (англ. Religion and The Racist Right: The Origins of the Christian Identity Movement), «Конспирология: Апокалиптические взгляды в современной Америке» (англ. A Culture of Conspiracy: Apocalyptic Visions in Contemporary America), «Погоня за призраками: Реальность, вымысел и национальная безопасность после событий „одиннадцатого сентября“» (англ. Chasing Phantoms: Reality, Imagination, and Homeland Security Since 9/11).
Доктора философии по политологии (Ph.D., political science) получил в Северо-западном университете в 1965 году.
Майкл Баркун консультировал Федеральное бюро расследований и в 1995—1996 годах был включён в специальное подразделение ФБР (англ. Critical Incident Response Group) в качестве специального советника (англ. Special Advisory Commission) по радикальным группировкам ультраправых.
Входил в группу редакторов журнала «Терроризм и политическое насилие» (Terrorism and Political Violence) и «Новые религиозные движения» (англ. Nova Religio), выступал в качестве редактора журнала «Коллективное общество» (англ. Communal Societies) в период с 1987 по 1994 годы.
Редактировал книги по религиозным и политическим темам, выпускаемые издательством Сиракузского университета.
В 2003 годы «Ассоциацией общественных исследований» (англ. Communal Studies Association) был награждён призом «Выдающийся учёный» (англ. Distinguished Scholar). За книгу «Религия и ультраправые» организацией «Центр Майера» (англ. Myers Center Award) был награждеён премией за исследования в области защиты прав человека.
Главными темами исследований Баркуна являются утопические и террористические движения, последователи милленаризма, «машины Судного дня», современное влияние «Протоколов сионских мудрецов».
Историк Поль Бойер (англ. Paul Boyer) высказал мнение о том, что Майкл Баркун «знает мир теорий заговоров лучше кого бы то ни было в Америке».

## Работы
- Chasing Phantoms: Reality, Imagination, and Homeland Security Since 9/11, The University of North Carolina Press[англ.], 2011.
- Culture of Conspiracy: Apocalyptic Visions in Contemporary America, University of California Press, 2003.
- (ed.) Millennialism and Violence. Routledge, 1996.
- Religion and the Racist Right: The Origins of the Christian Identity movement, The University of North Carolina Press[англ.], 1994.
- Crucible of the Millennium: Burned-Over District of New York in the 1840s, Syracuse University Press, 1986.
- Disaster and the Millennium, Yale University Press, 1974.
- (ed.) Law and the Social System, Lieber-Atherton, 1973.
- with Wesley L. Gould (eds.). Social Science Literature: A Bibliography for International Law, with Wesley L. Gould, 1972.
- International Law and the Social Sciences, with Wesley L. Gould, 1970.
- with Robert W. Gregg (eds.). United Nations System and Its Functions, 1968.
- Law Without Sanctions: Order in Primitive Societies and the World Community, Yale University Press, 1968.